# Lótusz szútra

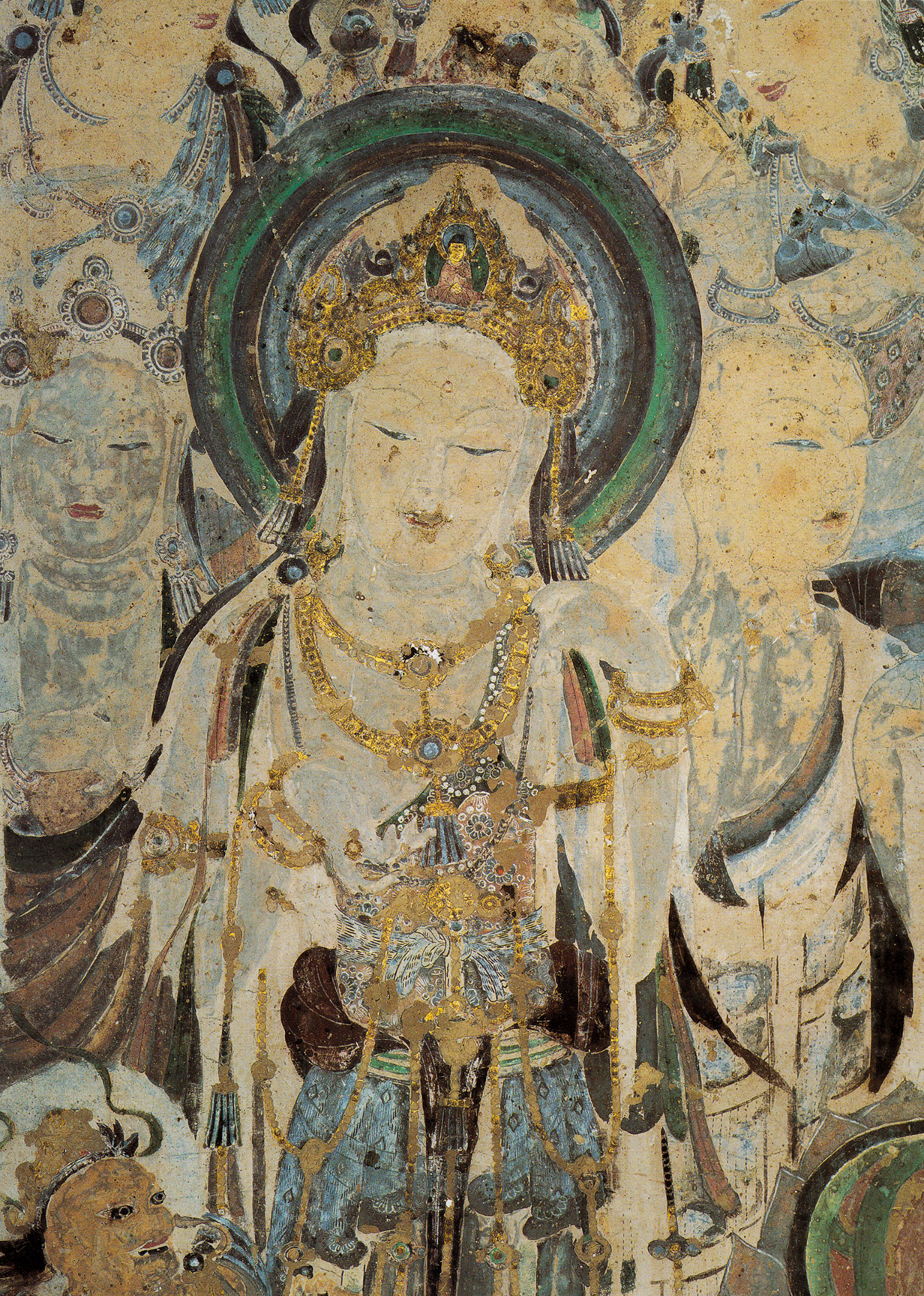
Avalókitésvara bódhiszattva, aki először tűnik fel a Lótusz-szútrában

A Lótusz szútra (szanszkrit: Szaddharma Pundaríka szútra) az egyik legnépszerűbb és legjelentősebb mahájána szútra. Erre alapozva indult el a tientaj és a nicsiren buddhizmus.

## A cím
A szútra legkorábbi szanszkrit címe Szaddharma Pundaríka szútra, melynek jelentése "A  szent dharma lótuszának írása". A magyar rövidített címe egyszerűen csak Lótusz-szútra. Eredeti címek azokban az ázsiai országokban, ahol a mahájána buddhizmust gyakorolják hagyományosan:
- szanszkrit: सद्धर्मपुण्डरीकसूत्र Szaddharma Pundaríka szútra
- kínai: 妙法蓮華經 miaofa lienhua csing (miàofǎ liánhuá jīng), rövidítve: 法華經 fahua csing (fǎhuá jīng)
- japán: 妙法蓮華経 mjóhó-renge-kjó, rövidítve: 法華経 hokke-kjó, hoke-kjó
- koreai: 묘법연화경 mjobop jonhva kjong (myobeop yeonhwa gyeong), rövidítve: 법화경 pophva kjong (beophwa gyeong)
- tibeti: དམ་ཆོས་པད་མ་དཀར་པོའི་མདོ dam chos pad-ma dkar po'i mdo
- vietnámi Diệu pháp liên hoa kinh, rövidítve: Pháp hoa kinh
- szingaléz: ආර්ය සද්ධර්මපුන්ඩරික සුත්‍රය[2]

## Története és háttere
A szöveg legrégebbi részeit (1–9. és 17. fejezet) valószínűleg i.e. 100 és i.sz. 100 között írták és a szöveg többi része is megjelent 200 körülre.
A Lótusz szútra Gautama Buddha élete vége felé tartott egyik beszédét tartalmazza. A mahájána hagyományok szerint a szútrákat Buddha idején írták le, amelyeket azután 500 évig őriztek a kígyó istenek birodalmában (nágák) és csak azután hozták vissza az emberek birodalmába a negyedik buddhista tanácskozás idejében. A szútra tanai tartalmazzák a Szútra-pitaka ágamáinál magasabb rendű tanításokat, amelyeket Buddha idejében nem voltak képesek megérteni az emberek – emiatt lett késleltetve a tanításuk.

## Tanítások

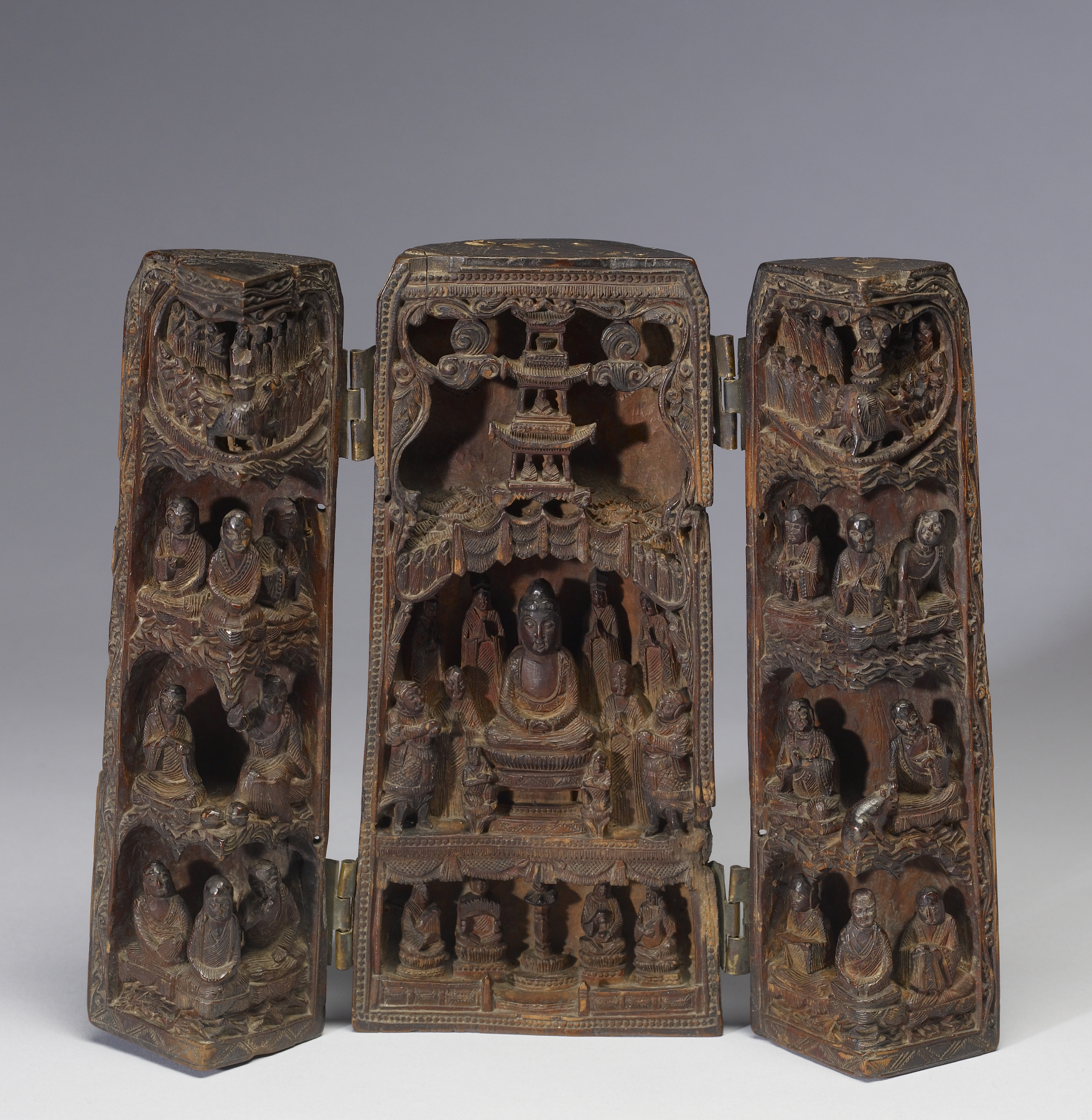
Sakjamúni Buddhát ábrázoló hordozható urna, amint a Lótusz szútrát tanítja. The Walters Art Museum.

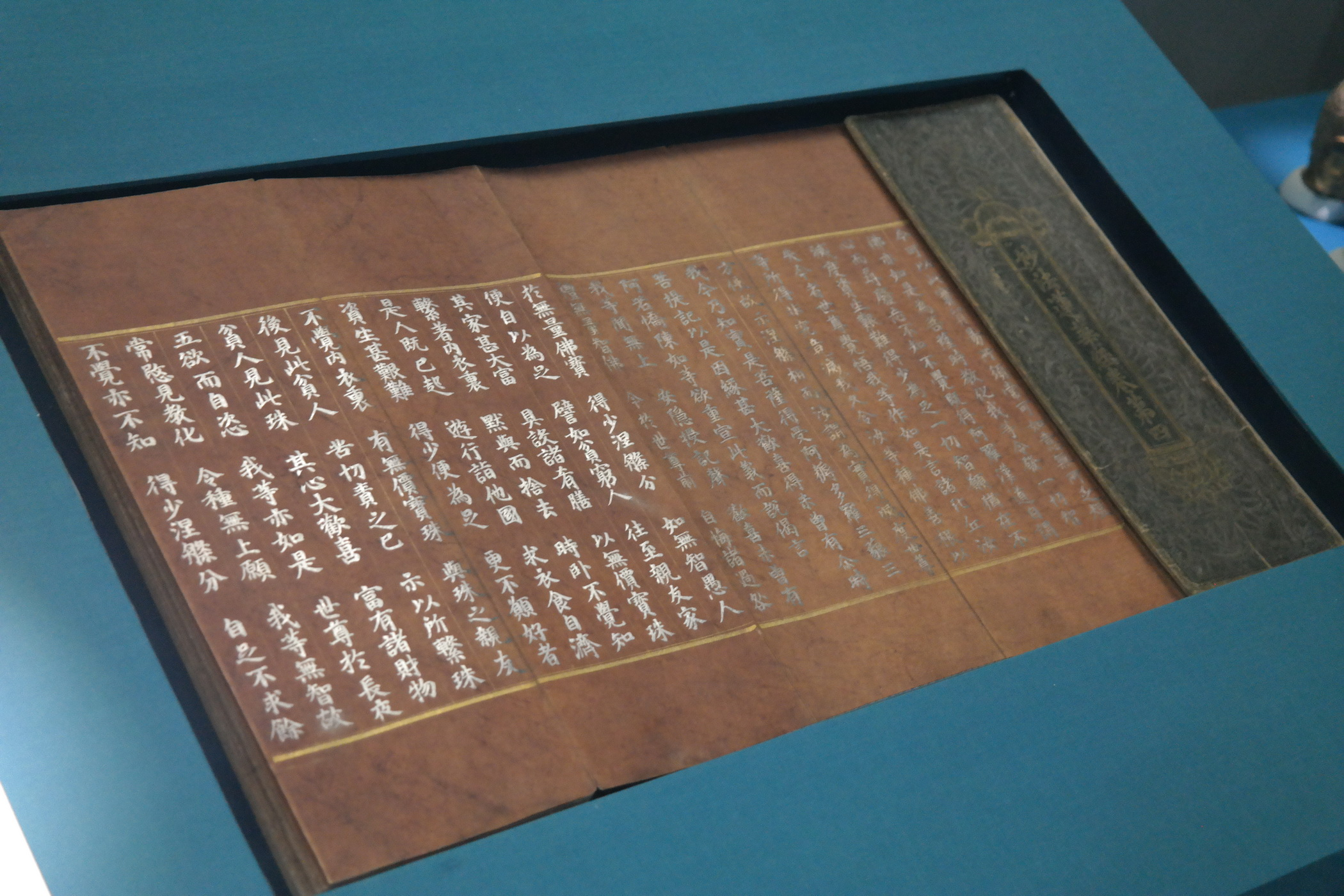
A Lótusz szútra ezüst betűkkel tölgyfapapíron, Dél-Korea 185. nemzeti kincse

A Lótusz szútra a tudás átadásának módszerét hangsúlyozza – (szanszkrit: upája, japán: hóben), a hetedik páramitá vagy bódhiszattva tökéletesség – leginkább példabeszédeken keresztül.  Ez az egyik legelső szútra, amelyben szerepel a mahájána, vagy "nagy jármű" fogalom.  A szútra egy másik újdonsága, hogy a Buddha egy örök entitás, aki már eonokkal ezelőtt elérte a nirvánát, de szándékosan azt választotta, hogy marad az újraszületések forgatagában, hogy segítse a dharma beindítását. Minden lény "apjaként" jelenik meg, és az apai szeretetet mutatja be. A mű utal rá, hogy a Buddha a parinirvánája (látszólagos, fizikai halál) után is valóságos marad és képes kommunikálni a világgal.
Ez a szöveg és a belőle kiinduló mozgalom elutasítja annak a gondolatát, hogy egy buddha fizikális halála annak a buddhának a megszűnését jelentené. A szútrában ugyanis egy másik, eonokkal azelőtti korból származó buddha is szerepel, akivel találkozik Gautama Buddha. A Lótusz szútra alapján a buddhák halhatatlanok és örökké léteznek. Az örök buddhákhoz hasonló ideológia szerepel a tathágata-garbha szútrákban is.
A Lótusz szútra említést tesz egy magasabb szintű tanításra, de az olvasás, másolás, recitáláson kívül nem közöl konkrét gyakorlatokat. A negyedik fejezetben szerepel, hogy az üresség (súnjata) nem a legvégső tudás a bódhiszattva számára: a Buddha bölcsesség elérése egy csodás boldogság, amely több annál mintsem, hogy minden üresség természetű.
A szútra irodalmi stílusa az időtlenség és a felfoghatatlanság érzetét kelti, gyakran használva nagy számokat az idő és tér kifejezésére. A szútrában szereplő egyéb buddhák több száz tucat kalpa (világmindenségnyi idő) óta élnek és a "Bódhiszattvák eljövetele a Földból" című fejezetben a bodhiszattvák száma milliárdnál is több.
Ebben a kozmológiában istenek, dévák, sárkányok és egyéb mitológiai lények is szerepelnek. A benne szereplő buddhák a lények türelmes tanítóiként tűnnek fel. A szútrában szereplő nyolc sárkányt japánban úgy nevezik, hogy hacsidai rjúou (八大竜王). Ezek mindenhol feltűnnek a japán buddhista művészetben.
Abból a szempontból is fontos ez a szöveg, mivel ez alapján a nők és a gonosz emberek is elérhetik a megvilágosodást (12. fejezet: Dévadatta). Azt tanítja, hogy minden ember elérheti a buddhaságot jelenlegi életében. Tehát a Lótusz szútra szerint az embereknek nem kell végtelen számú kalpán át aszkézist gyakorolniuk és nem kell új fizikai testben való újraszületésre várniuk.

## Magyarul
- Lótusz szútra; ford., bev., jegyz. Porosz Tibor; Farkas Lőrincz Imre, Bp., 1995
- Vimalakirti szútra. Mahájána buddhizmus szentiratai; ford. Kertész Éva / Lótusz szútra; ford., bev., jegyz. Porosz Tibor; Farkas Lőrinc Imre, Bp., 2000
- Lótusz szútra. A Mahajána tanítás ékköve; bev., ford., jegyz. Porosz Tibor; 2. jav., bőv. kiad.; A Tan Kapuja, Bp., 2020 (A buddhizmus szent iratai)

## Külső hivatkozások
- www.tarrdaniel.com – A Lótusz szútra magyar nyelven, Porosz Tibor (ford.), Lektorálta: Fehér Judit